# Cemitério dos Prazeres

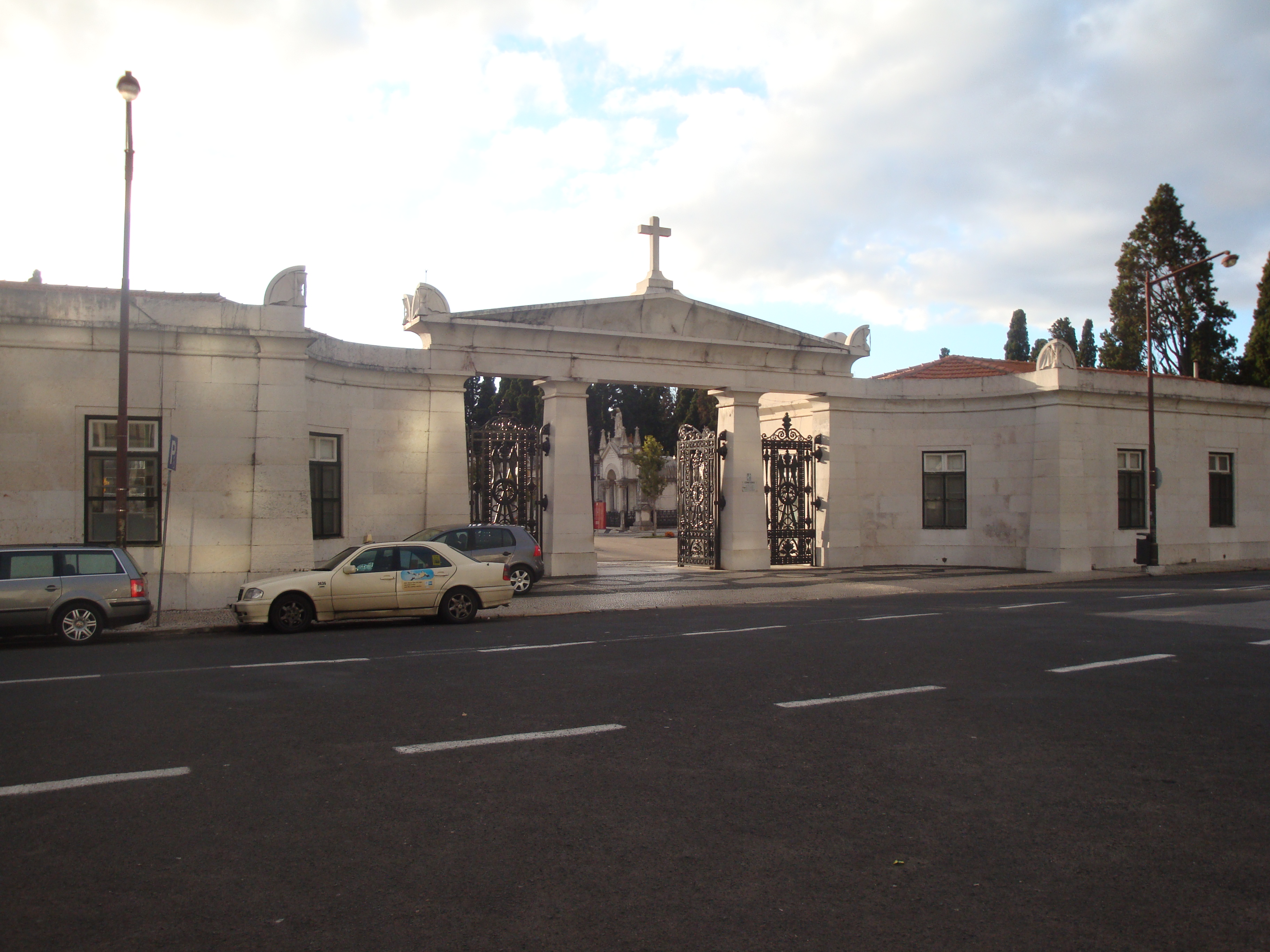
Entrada do cemitério.

O Cemitério dos Prazeres, originalmente conhecido por Cemitério Ocidental, é o 2.º Cemitério Municipal de Lisboa. Fica localizado na freguesia da Estrela, perto do bairro de Campo de Ourique, sendo o segundo maior cemitério da capital portuguesa. Após a cidade de Lisboa ter sido atingida por um surto de cólera mórbus, em 1833, foi urgente a criação de grandes cemitérios, tendo sido criado assim o Cemitério dos Prazeres, juntamente com o Cemitério do Alto de São João. Passou para administração municipal em 1840 na sequência de decreto-lei de Rodrigo da Fonseca Magalhães publicado em 1835 pelo qual passaram a ser obrigatórios os enterramentos em espaços exclusivamente destinados para esse fim. Constituído quase exclusivamente por jazigos particulares, é possível admirar monumentos de autores anónimos, lado a lado com peças de arquitectos de renome do século XIX até aos nossos dias, bem como o trabalho de alguns dos nossos maiores escultores que desta forma se perpetuaram através da sua magnífica obra.
Por servir o lado ocidental de Lisboa, onde estavam implantados os bairros das residências aristocráticas, logo desde os seus primeiros anos, o Cemitério dos Prazeres acabou por se tornar o cemitério das famílias dominantes da cidade, que com os seus gostos e meios materiais, acabam por dar uma certa monumentalidade ao cemitério. As construções imponentes que acabam por ocupar praticamente todo o espaço ajudam-nos a ter uma noção das ideias e gostos arquitectónicos, mas também das convicções e crenças que ficam bem evidentes na rica e variada simbologia que as ornamentam. Na capela do cemitério encontra-se a antiga sala de autópsias e desde 2001 o Núcleo Museológico, ligação entre o espaço monumental exterior e o seu interior, onde se pode observar o espólio composto por interessantes peças de época, provenientes de jazigos abandonados, ligadas ao culto da morte e da memória, tais como crucifixos, figuras de santos, candelabros, jarras, fotografias, entre muitos outros.
O Talhão de Artistas, o Talhão da Polícia de Segurança Pública e o Talhão dos Bombeiros Sapadores são únicos locais passíveis de inumação temporária, já que este cemitério não está circunscrito a nenhuma freguesia.
O Pórtico de entrada do cemitério é da autoria do arquitecto Domingos Parente da Silva. Encontra-se também aqui a maior e mais antiga concentração de ciprestes da Península Ibérica.
Abre todos os dias da semana e tem horário de funcionamento das 9h00 às 17h00 no Inverno e das 9h00 às 18h00 no Verão.

## História

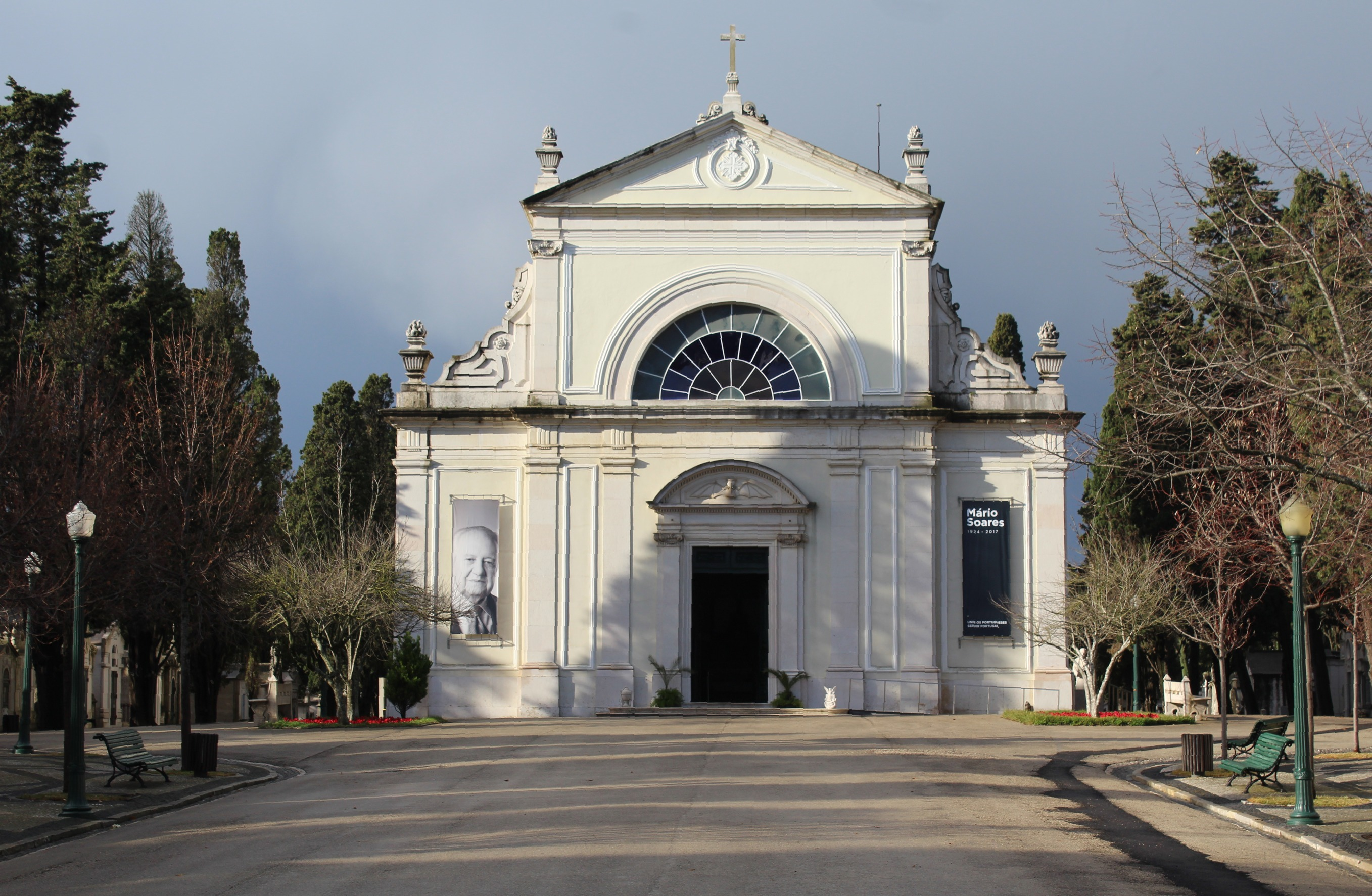
Capela do cemitério

Reza a História que naquele local existiu uma fonte considerada santa e milagrosa por ter aparecido junto dela uma imagem da Virgem Maria. E logo ali se construiu uma ermida dedicada a Nossa Senhora dos Prazeres. A ermida deu nome a uma extensa quinta que, já no século XVI, serviu de refúgio a muitos enfermos das várias epidemias que então assolaram a cidade de Lisboa.
Era terra de hortas, vinhas e pomares e estava abrangida pela designação de Campolide, pertencendo à freguesia de Santos. No século XVIII (1741) criou-se a freguesia de Santa Isabel e aquele espaço foi aí integrado. Entre 1959 e 2013 pertenceu à freguesia homónima (Prazeres), que passou a integrar a nova freguesia da Estrela.
Nesses tempos mais antigos (séculos XVI, XVII e XVIII) foi aquele local procurado por alguns nobres para aí estabelecerem as suas quintas e casas de campo. Eram terrenos arejados, perto da Ribeira de Alcântara e com uma bela vista para o Tejo, como ainda hoje se pode admirar junto ao muro do lado poente do cemitério. Além disso, não ficava muito longe do Paço Real de Alcântara, tão do agrado do rei D. Pedro II (1648–1706).
Ali bem perto (na actual rua do Patrocínio) ficava o Convento da Boa Morte. Mas o convento foi encerrado com a extinção das Ordens Religiosas (1834) e o edifício foi vendido a um particular.
Espaço de 12 hectares, cortado por inúmeras ruas ladeadas de enormes ciprestes, onde o silêncio e a tranquilidade imperam. O sossego convida à contemplação e todas aquelas construções nos falam do passado, das pessoas que as mandaram fazer, das que partiram para sempre, das que ficaram com a saudade. "A fé conserva unidos os que a Morte separa", pode ler-se numa lápide.
O Cemitério Ocidental de Lisboa foi aberto nos terrenos de uma quinta de que herdou o nome, Prazeres. Construído em 1833, na sequência de uma violenta epidemia de cólera morbus, destinava-se a terminar, finalmente, com os enterros nas igrejas, nas capelas ou em claustros de conventos, que comprometiam a saúde pública.

## Personalidades
Entre as personalidades ilustres que se encontram sepultadas no Talhão dos Artistas do Cemitério dos Prazeres, encontramos sobretudo nobres, políticos, atores, cantores, escritores, poetas, pintores, médicos e apresentadores de televisão. Denota-se a ausência da fadista Amália Rodrigues (1920-1999) que foi trasladada para o Panteão Nacional em 2001 após uma enorme pressão dos seus admiradores e uma modificação da lei que exigia um mínimo de quatro anos antes da trasladação. O escritor Raul Brandão (1867–1930) esteve aqui sepultado e foi trasladado em 1934, para Guimarães. O político e escritor Tomás Ribeiro (1831–1901), foi também trasladado em 1982 para a sua terra natal, Parada de Gonta. Fernando Pessoa (1888–1935) foi também aqui sepultado a 2 de dezembro de 1935, tendo sido trasladado em 1985 para o Mosteiro dos Jerónimos. A atriz Maria Lalande (1913–1968), trasladada em 1997 para o Cemitério da Guia, em Cascais. Foi também trasladado para o Panteão Nacional o escritor Aquilino Ribeiro (1885–1963) em 2007 e a poetisa Natália Correia (1923–1993) para Ponta Delgada, em 2015. Regista-se também a ausência da Beata Maria Clara do Menino Jesus (1843–1899), posteriormente trasladada para a Cripta da Capela da Casa-Mãe, em Linda-a-Pastora.

Encontram-se sepultadas no cemitério inúmeras figuras da História de Portugal, entre elas:
- Abel Manta (1888-1982)
- Actor Taborda (1824-1909)
- Actor Vale (1845-1912)
- Adelina Campos (1905-2008)
- Adolfo Simões Müller (1909-1989)
- Afonso Lopes Vieira (1878-1946)
- Agostinho José Freire (1780-1836)
- Aida Baptista (1929-2008)
- Albertina Paraíso (1864-1954)
- Alexandre de Serpa Pinto (1846-1900)
- Alexandre Maria da Silveira e Lorena (1847-1903)
- Alexandre Rey Colaço (1854-1928)
- Alfredo Carvalho (1854-1910)
- Alfredo Keil (1850-1907)
- Alfredo Marceneiro (1891-1982)
- Alfredo Roque Gameiro (1864-1935)
- Amélia Barros (1842-1929)
- Amélia Rey Colaço (1898-1990)
- Amélia Vieira (1850-1928)
- Ana Cardoso (1830-1878)
- Ângela Pinto (1869-1925)
- Ângelo de Lima (1872-1921)
- Angelo Frondoni (1809-1891)
- Anselmo José Braamcamp (1819-1885)
- Antónia Gertrudes Pusich (1805-1883)
- António Aloísio Jervis de Atouguia (1797-1861)
- António Augusto Carvalho Monteiro (1848-1920)
- António Augusto de Aguiar (1838-1887)
- António Bernardo da Costa Cabral (1803-1889)
- António Cândido Gonçalves Crespo (1846-1883)
- António da Costa (1824-1892)
- António de Melo César e Meneses (1825-1897)
- António de Oliveira Marreca (1805-1889)
- António de Oliveira Monteiro (1842-1903)
- António-Pedro Vasconcelos (1939-2024)
- António Enes (1848-1901)
- António Feliciano de Castilho (1800-1875)
- António José Croner (1826-1888)
- António Ramos Rosa (1924-2013)
- António Gedeão (1906-1997)
- António Fontes Pereira de Melo (1819-1887)
- António Gonçalves de Freitas (1827-1875)
- António Joaquim Vieira de Magalhães (1822-1903)
- António José de Ávila (1807-1881)
- António José de Barros e Sá (1821-1903)
- António Lagoa Henriques (1923-2009)
- António Maldonado Gonelha (1935-2022)
- António Manuel da Fonseca (1796-1890)
- António Pedro de Sousa (1834-1889)
- António Pedro Lopes de Mendonça (1826-1865)
- António Pereira de Eça (1852-1917)
- António Rodrigues Sampaio (1806-1882)
- António Sérgio (1950-2009)
- António Serpa (1825-1900)
- António Silva (1886-1971)
- Antonio Tabucchi (1943-2012)
- António Torrado (1939-2021)
- António Vieira de Castro (1766-1842)
- António Xavier Correia Barreto (1853-1930)
- Artur Albarran (1953-2022)
- Artur Portela (1901-1959)
- Artur Portela Filho ( 1937- 2020)
- Artur Semedo (1924-2001)
- Augusto Carlos Teixeira de Aragão (1823-1903)
- Augusto Neuparth (1830-1887)
- Augusto Saraiva de Carvalho (1839-1882)
- Baltazar de Almeida Pimentel (1791-1876)
- Beatriz Rente (1858-1907)
- Bento de Jesus Caraça (1901-1948)
- Bernardino António Gomes (1806-1877)
- Bernardino Pereira Pinheiro (1837-1896)
- Bernardo Santareno (1920-1980)
- Berta de Bivar (1889-1964)
- Berta Craveiro Lopes (1899-1958)
- Branca de Gonta Colaço (1880-1945)
- Brás Maria da Silveira e Lorena (1814-1867)
- Brunilde Júdice (1898-1979)
- Caetano Maria Ferreira da Silva Beirão (1807-1871)
- Cândida Branca Flor (1949-2001)
- Carlos de Oliveira (1921-1981)
- Carlos do Carmo (1939-2021)
- Carlos Eugénio Correia da Silva (1834-1905)
- Carlos Honório de Gouveia Durão (1766-1846)
- Carlos Paredes (1925-2004)
- Carlos Santos (1871-1949)
- Carlota Talassi (1811-1891)
- Carolina Beatriz Ângelo (1878-1911)
- Celeste Rodrigues (1923-2018)
- César Polla (1831-1891)
- Cesário Verde (1855-1886)
- Clementina Carneiro de Moura (1898-1992)
- Columbano Bordalo Pinheiro (1857-1929)
- Cosme Damião (1885-1947)
- Costinha (1891-1976)
- Cottinelli Telmo (1897-1948)
- Cremilda de Oliveira (1887-1969)
- Cruzeiro Seixas (1920-2020)
- Curry Cabral (1844-1920)
- David Mourão Ferreira (1927-1996)
- Delfim Pinto dos Santos (1907-1966)
- Delfina do Espírito Santo (1818-1881)
- Duarte de Sá (1823-1876)
- Eduardo Brazão (1851-1925)
- Eduardo Coelho (1835-1889)
- Eduardo Rodrigues da Costa (1860-1912)
- Eduardo Schwalbach (1860-1946)
- Elias da Cunha Pessoa (1801-1860)
- Elise Hensler (1836-1929)
- Elza Fernandes Paxeco (1912-1989)
- Emília Adelaide (1836-1905)
- Emília Cândida (1823-1908)
- Emília de Oliveira (1874-1968)
- Emília dos Anjos (1846-1921)
- Emília dos Santos Braga (1867-1949)
- Emília Letroublon (1829-1895)
- Epifânio Aniceto Gonçalves (1813-1857)
- Erico Braga (1892-1962)
- Ernesto Biester (1829-1880)
- Ernesto Condeixa (1858-1933)
- Eudóxio Azedo Gneco (1849-1911)
- Eugénia de Almeida Portugal (1784-1859)
- Ezequiel Pereira (1868-1943)
- Félix António de Brito Capelo (1828-1879)
- Fernanda Botelho (1926-2007)
- Fernando Martins (1917-2013)
- Fernando Maurício (1933-2003)
- Fernando Namora (1919-1989)
- Filipe Folque (1800-1874)
- Florinda de Macedo (1845-1896)
- Francisca Possolo da Costa (1783-1838)
- Francisco Alberto Rubim (1768-1842)
- Francisco António Fernandes da Silva Ferrão (1798-1874)
- Francisco Craveiro Lopes (1894-1964)
- Francisco de Melo Breyner (1837-1903)
- Francisco de Sousa Holstein (1838-1878)
- Francisco de Sousa Viterbo (1845-1910)
- Francisco Gomes da Silva (1853-1909)
- Francisco Júlio de Caldas Aulete (1823-1878)
- Francisco Palha (1827-1890)
- Francisco Saraiva da Costa de Refóios (1779-1842)
- Francisco Xavier da Silva Pereira (1793-1852)
- Furtado Coelho (1831-1900)
- Germano José de Salles (1827-1902)
- Gertrudes Rita da Silva (1825-1888)
- Gervásio Lobato (1850-1895)
- Glicínia Quartin (1924-2006)
- Guida Maria (1950-2018)
- Guilherme de Santa-Rita (1889-1918)
- Guiomar Torresão (1844-1898)
- Gustavo de Matos Sequeira (1880-1962)
- Helena Roque Gameiro (1895-1986)
- Henrique Burnay (1838-1909)
- Henrique de Barros Gomes (1843-1898)
- Henrique de Paiva Couceiro (1861-1944)
- Henrique Lopes de Mendonça (1856-1931)
- Henrique Luís Feijó da Costa (1842-1864)
- Henrique Medina Carreira (1930-2017)
- Henrique Mendes (1931-2004)
- Hermano José Braamcamp de Almeida Castelo Branco (1775-1846)
- Hermenegildo Augusto de Faria Blanc (1811-1882)
- Hermenegildo Brito Capelo (1841-1917)
- Hermínia Silva (1907-1993)
- Hermínia Tojal (1939-2011)
- Igor Sampaio (1944-2021)
- Inácio de Vilhena Barbosa (1811-1890)
- Inocêncio Francisco da Silva (1810-1876)
- Isabel de Sousa Botelho (1849-1936)
- Isidoro Sabino Ferreira (1828-1876)
- Jaime Cortesão (1884-1960)
- Januário Correia de Almeida (1829-1901)
- Januário Gonçalves Barreto Duarte (1877-1910)
- João Alberto de Azevedo Neves (1877-1955)
- João Baptista Verde (1775-1842)
- João Carlos de Brito Capelo (1831-1901)
- João Crisóstomo de Abreu e Sousa (1811-1895)
- João de Fontes Pereira de Melo (1780-1856)
- João de Sousa Pinto de Magalhães (1790-1865)
- João do Canto e Castro (1862-1934)
- João Domingos Bomtempo (1771-1842)
- João Gil (1843-1915)
- João Gualberto de Oliveira (1788-1852)
- João Henrique Morley (1816-1888)
- João Inácio de Noronha (1820-1884)
- João José Sinel de Cordes (1867-1930)
- João Maria da Gama Freitas Berquó (1794-1852)
- João Ricardo (1959-2017)
- João Silva (1869-1954)
- João Tomás da Fonseca (1754-1835)
- João Villaret (1913-1961)
- Joaquim António de Magalhães (1795-1848)
- Joaquim António de Morais Carneiro (1792-1873)
- Joaquim Augusto Mouzinho de Albuquerque (1855-1902)
- Joaquim Costa (1853-1924)
- Joaquim de Almeida (1838-1921)
- Joaquim de Oliveira Martins (1845-1894)
- Joaquim de Seabra Pessoa (1850-1893)
- Joaquim José Tasso (1819-1870)
- Joaquim Pedro Quintela (1801-1869)
- Joaquim Pinheiro das Chagas (1809-1859)
- Joaquim Pinto Grijó (1876-1934)
- Joaquim Possidónio Narciso da Silva (1806-1896)
- Joaquim Prata (1882-1953)
- Joaquim Tomás Lobo de Ávila (1819-1901)
- José António de Azevedo Lemos (1786-1870)
- José António Ferreira Brak-Lamy (1780-1847)
- José António Ferreira de Lima (1804-1883)
- José Augusto Alves Roçadas (1865-1926)
- José Bernardino de Portugal e Castro (1780-1840)
- José Bernardo da Silva Cabral (1801-1869)
- José Cardoso Pires (1925-1998)
- José Carlos da Maia (1878-1921)
- José Carlos dos Santos (1834-1886)
- José da Cunha Castelo Branco Saraiva (1848-1892)
- José da Gama Carneiro e Sousa (1788-1849)
- José da Silva Carvalho (1782-1856)
- José da Silva Mendes Leal (1820-1886)
- José de Almada Negreiros (1893-1970)
- José de Queirós Vaz Guedes (1938-2016)
- José Dionísio da Serra (1772-1836)
- José Estêvão Coelho de Magalhães (1809-1862)
- José Félix Henriques Nogueira (1823-1858)
- José Ferreira Chaves (1838-1899)
- José Fonseca e Costa (1933-2015)
- José Fontana (1840-1876)
- José Fontes Rocha (1926-2011)
- José Gregório da Rosa Araújo (1840-1893)
- José Inácio da Costa (1836-1896)
- José Joaquim de Moura Coutinho (1801-1861)
- José Jorge Loureiro (1791-1860)
- José Leitão de Barros (1896-1967)
- José Luís Constantino Dias (1855-1932)
- José Malhoa (1855-1933)
- José Maria Alves da Cunha (1889-1956)
- José Maria Latino Coelho (1825-1891)
- José Mendes Cabeçadas (1883-1965)
- José Norton de Matos (1867-1955)
- José Rodrigues Penalva (1811-1881)
- José Sobral Cid (1877-1941)
- José Travassos Valdez (1787-1862)
- José Vianna da Motta (1868-1948)
- Josefa Soller (1820-1864)
- Júlio Dantas (1876-1962)
- Laura Alves (1921-1986)
- Leite de Vasconcelos (1858-1941)
- Leonor de Almeida Portugal (1750-1839)
- Luciano Cordeiro (1844-1900)
- Luciano Freire (1864-1934)
- Lucília do Carmo (1919-1998)
- Lucília Simões (1879-1962)
- Lucinda do Carmo (1861-1922)
- Lucinda Simões (1850-1928)
- Lucrécia de Arriaga (1844-1927)
- Luís António Nogueira (1832-1884)
- Luís Augusto Rebelo da Silva (1822-1871)
- Luís de Freitas Branco (1890-1955)
- Luís de Montalvor (1891-1947)
- Luísa Barbosa (1923-2003)
- Lutegarda Guimarães de Caires (1858-1935)
- Luz Soriano (1802-1891)
- Madalena Frondoni Lacombe (1857-1936)
- Maluda (1934-1999)
- Manuel Borges Carneiro (1774-1833)
- Manuel Carvalheiro (1950-2019)
- Manuel de Portugal e Castro (1787-1854)
- Manuel Duarte Leitão (1787-1856)
- Manuel Fernandes Tomás (1771-1822)
- Manuel Fran Paxeco (1874-1952)
- Manuel Gonçalves de Miranda (1780-1841)
- Manuel Inocêncio Liberato dos Santos (1802-1887)
- Manuel Pinheiro Chagas (1842-1895)
- Manuela de Sousa Marques (1924-2015)
- Manuela Rey (1842-1866)
- Marco Paulo (1945-2024)
- Marcolino Ribeiro Pinto (1835-1869)
- Maria Amália Vaz de Carvalho (1847-1921)
- Maria Augusta de Prostes Bordalo Pinheiro (1841-1915)
- Maria Barroso (1925-2015)
- Maria de Jesus de Bragança e Bourbon (1836-1903)
- Maria de Lourdes Pintasilgo (1930-2004)
- Maria do Carmo Xavier Braga (1841-1911)
- Maria Eugénia Rodrigues Branco (1927-2016)
- Maria Júdice da Costa (1870-1960)
- Maria Judite de Carvalho (1921-1998)
- Maria Magdalena Pinheiro Nogueira (1861-1925)
- Maria Pia de Almeida (1862-1940)
- Mariana do Canto e Castro (1866-1946)
- Mariana Rey Monteiro (1922-2010)
- Mariema (1943-2018)
- Mário Cesariny (1923-2006)
- Mário Ruivo (1927-2017)
- Mário Soares (1924-2017)
- Mário Viegas (1948-1996)
- Matilde Rosa Araújo (1921-2010)
- Mercedes Blasco (1867-1961)
- Miguel Aleixo de Noronha (1850-1932)
- Miguel Ângelo Lupi (1826-1883)
- Miguel António de Melo (1766-1836)
- Miguel Rafael de Noronha Abranches Castelo Branco (1784-1849)
- Murilo Mendes (1901-1975)
- Nuno Severo de Moura Barreto (1804-1875)
- Ofélia Queiroz (1900-1991)
- Pedro de Sousa Holstein (1781-1850)
- Pedro Wenceslau de Brito Aranha (1833-1914)
- Rafael Bordalo Pinheiro (1846-1905)
- Rafael Jácome Lopes de Andrade (1851-1900)
- Raul Indipwo (1933-2006)
- Raul Solnado (1929-2009)
- Ribeirinho (1911-1984)
- Ricardo Augusto Pereira Guimarães (1830-1889)
- Rodrigo da Fonseca Magalhães (1787-1858)
- Rodrigo Delfim Pereira (1823-1891)
- Rodrigo de Sousa Coutinho (1823-1894)
- Rosa Damasceno (1845-1904)
- Salvador d'Oliveira Pinto da França (1822-1866)
- Sara Carreira (1999-2020)
- Sarah Afonso (1899-1983)
- Sargedas (1813-1865)
- Sebastião de Magalhães Lima (1850-1928)
- Sebastião Pinto Leite (1815-1892)
- Silvestre Alegrim (1881-1946)
- Silvestre Pinheiro Ferreira (1769-1846)
- Simões Margiochi (1848-1904)
- Sofia Santos (1869-1945)
- Teresa Gomes (1883-1962)
- Urbano Tavares Rodrigues (1923-2013)
- Vasco Santana (1898-1958)
- Vicente da Câmara (1928-2016)
- Virgínia Dias da Silva (1850-1922)
- Vitorino José de Almeida Soares Serrão (1788-1836)
- Vitório de Sousa Coutinho (1790-1857)
- Zita Duarte (1944-2000)

## Jazigo de D. Pedro de Sousa Holstein

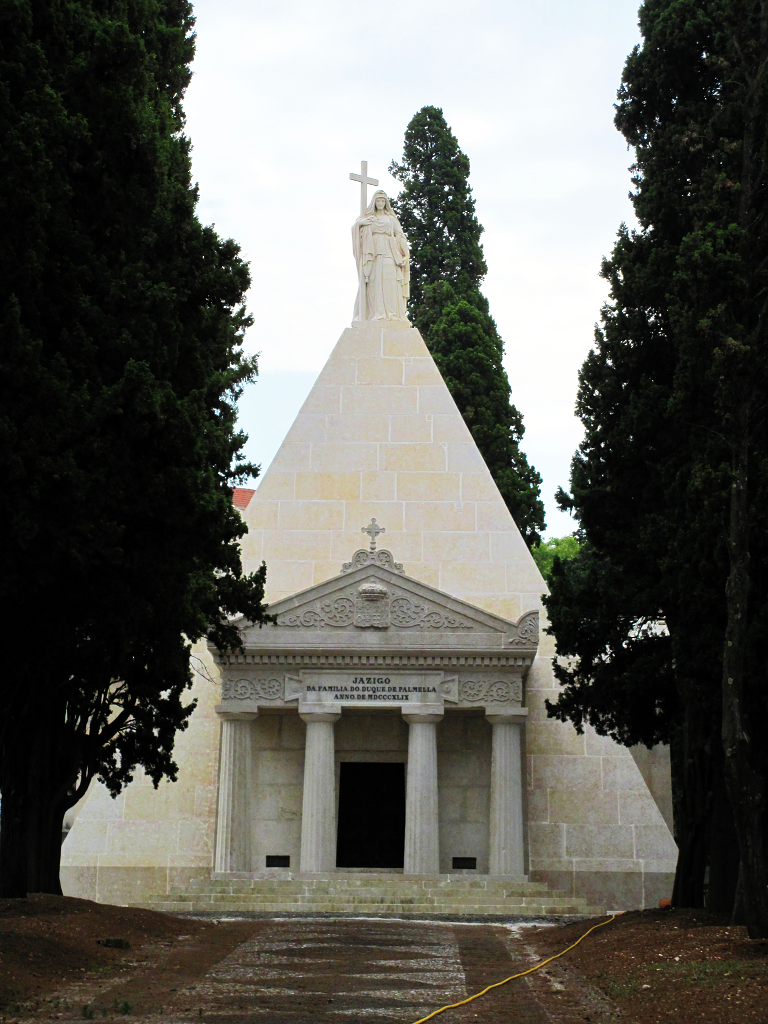
Jazigo de D. Pedro de Sousa Holstein, Duque de Palmela, no Cemitério dos Prazeres em Lisboa.

O Mausoléu de D. Pedro de Sousa Holstein, Duque de Palmela (1781–1850), é o maior mausoléu particular da Europa, com cerca de 200 corpos e restos mortais pertencentes à mesma família, à excepção de dois padres. O seu espaço exterior recria a simbólica de um templo maçon e na capela, no interior da construção, várias estátuas de escultores de renome, como Canova, Teixeira Lopes e Calmels, embelezam os túmulos.
O jazigo do Duque de Palmela só existe graças à história de amor de D. Alexandre de Sousa Holstein (1751–1803) e D. Isabel Juliana Monteiro Paim (1753–1793). O 1.º Duque de Palmela, só nasceu porque os seus pais protagonizaram uma bonita história de amor com final feliz. O casal esteve separado 13 anos por culpa do Marquês de Pombal, mas o matrimónio acabou por acontecer. O jazigo do Duque de Palmela tem as dimensões de uma igreja. Para lá entrar é preciso abrir os portões e caminhar alguns metros até à entrada principal, ladeada por doze ciprestes de cada lado, onde repousam os restos mortais dos seus empregados. Homens do lado direito, mulheres do lado esquerdo. É uma disposição feudal, com o senhor a olhar de cima para os seus criados.

## Galeria

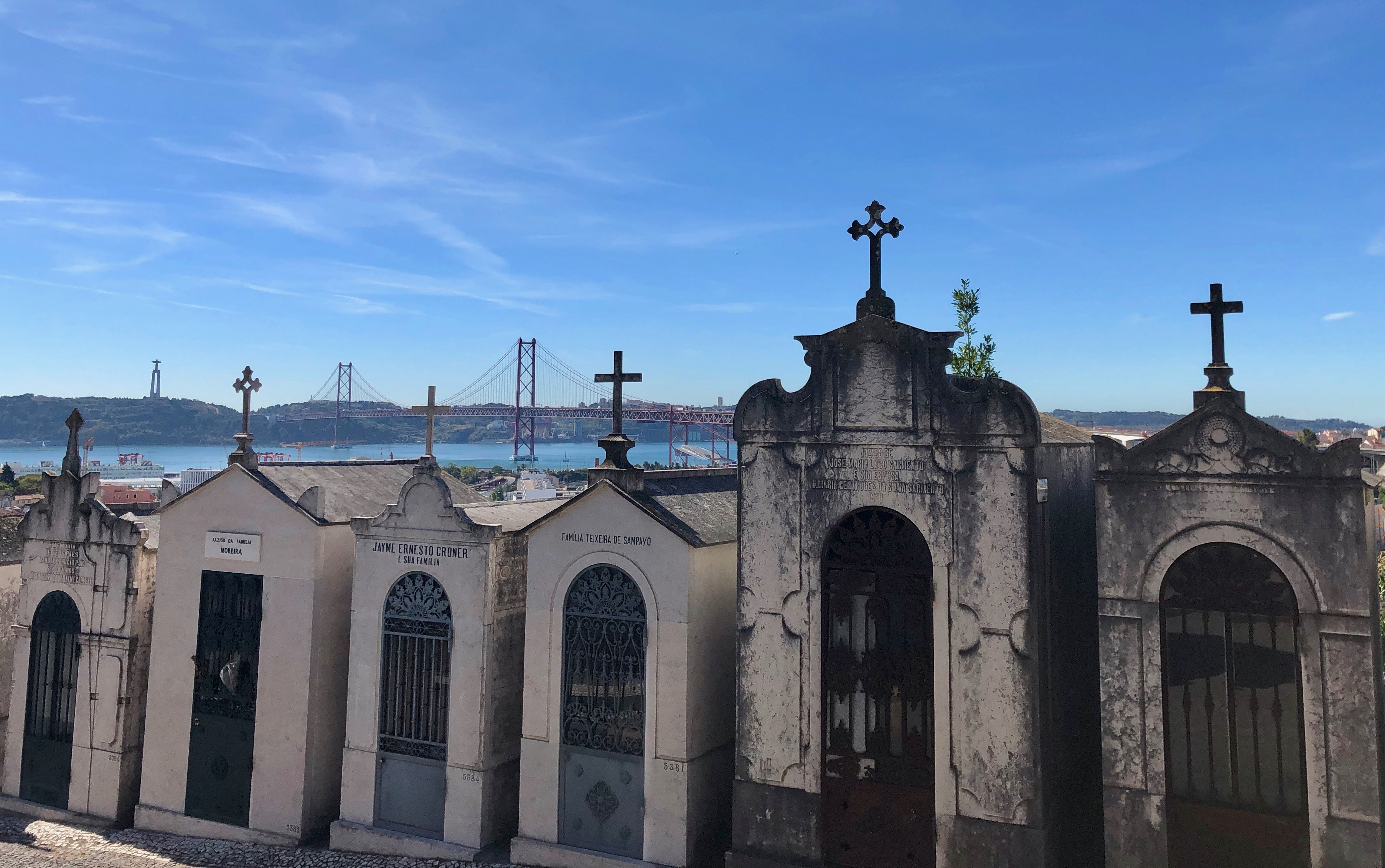
Arruamento com vista para o Rio Tejo
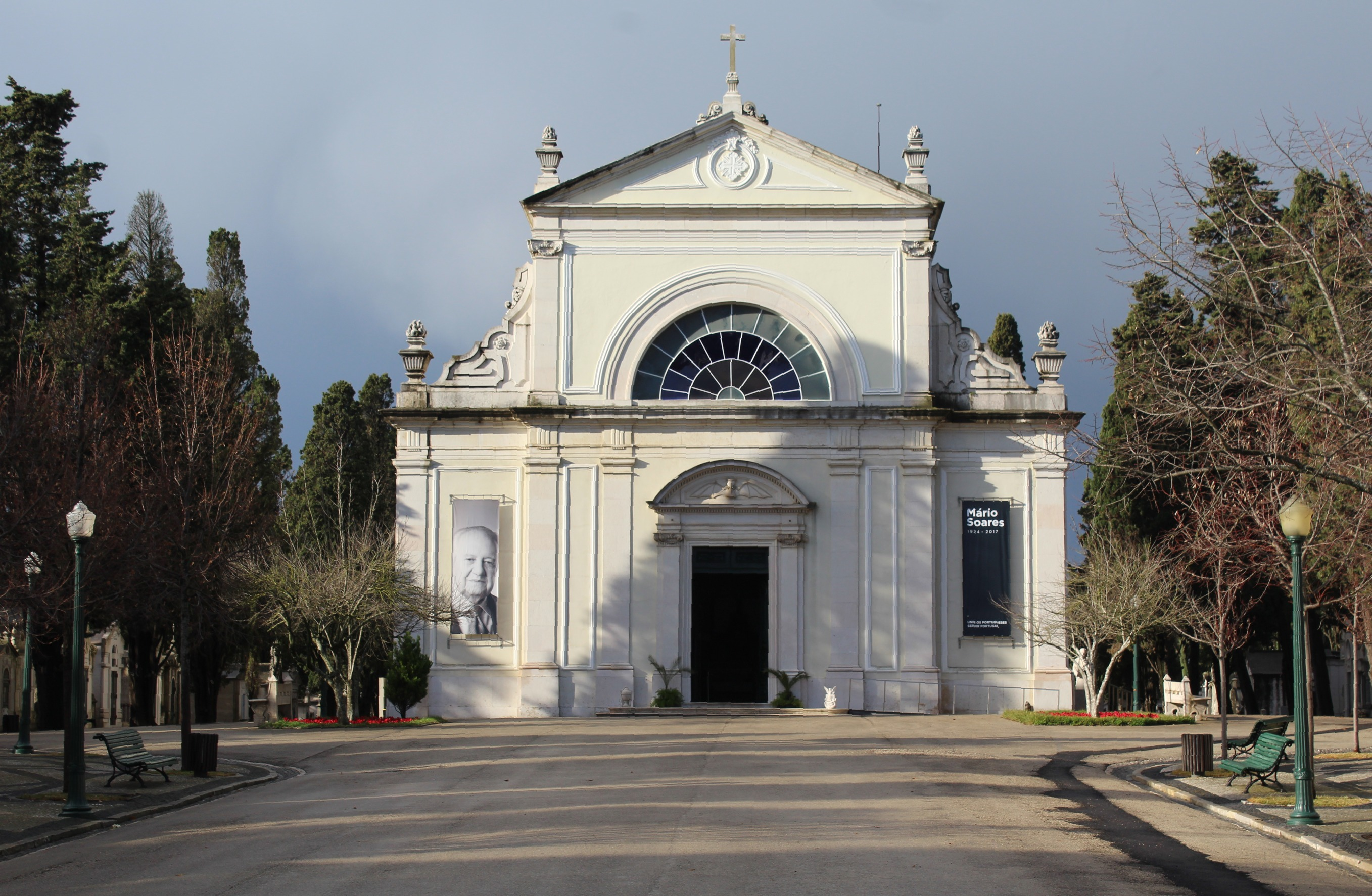
Capela do Cemitério dos Prazeres
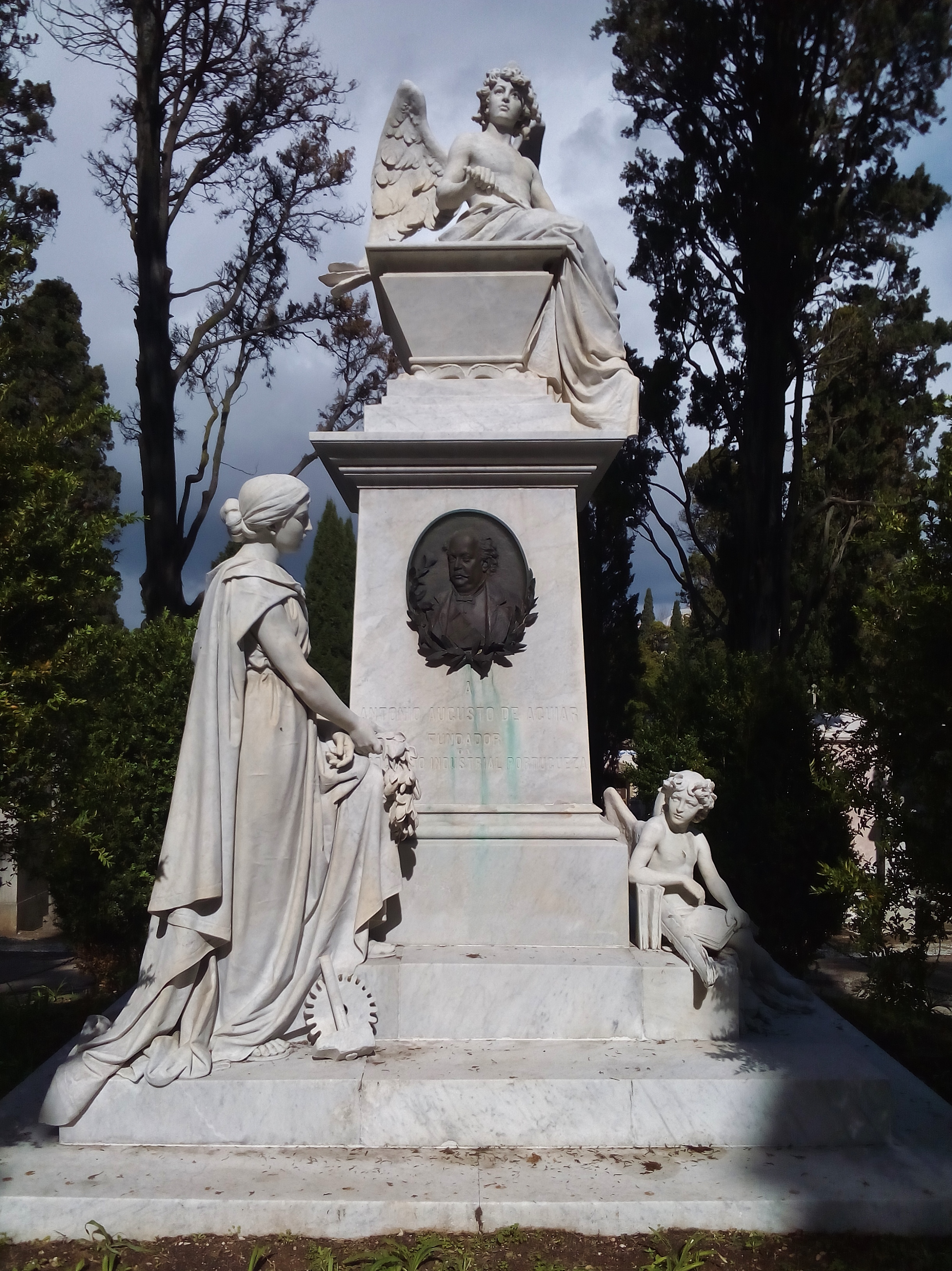
Jazigo de António Augusto de Aguiar
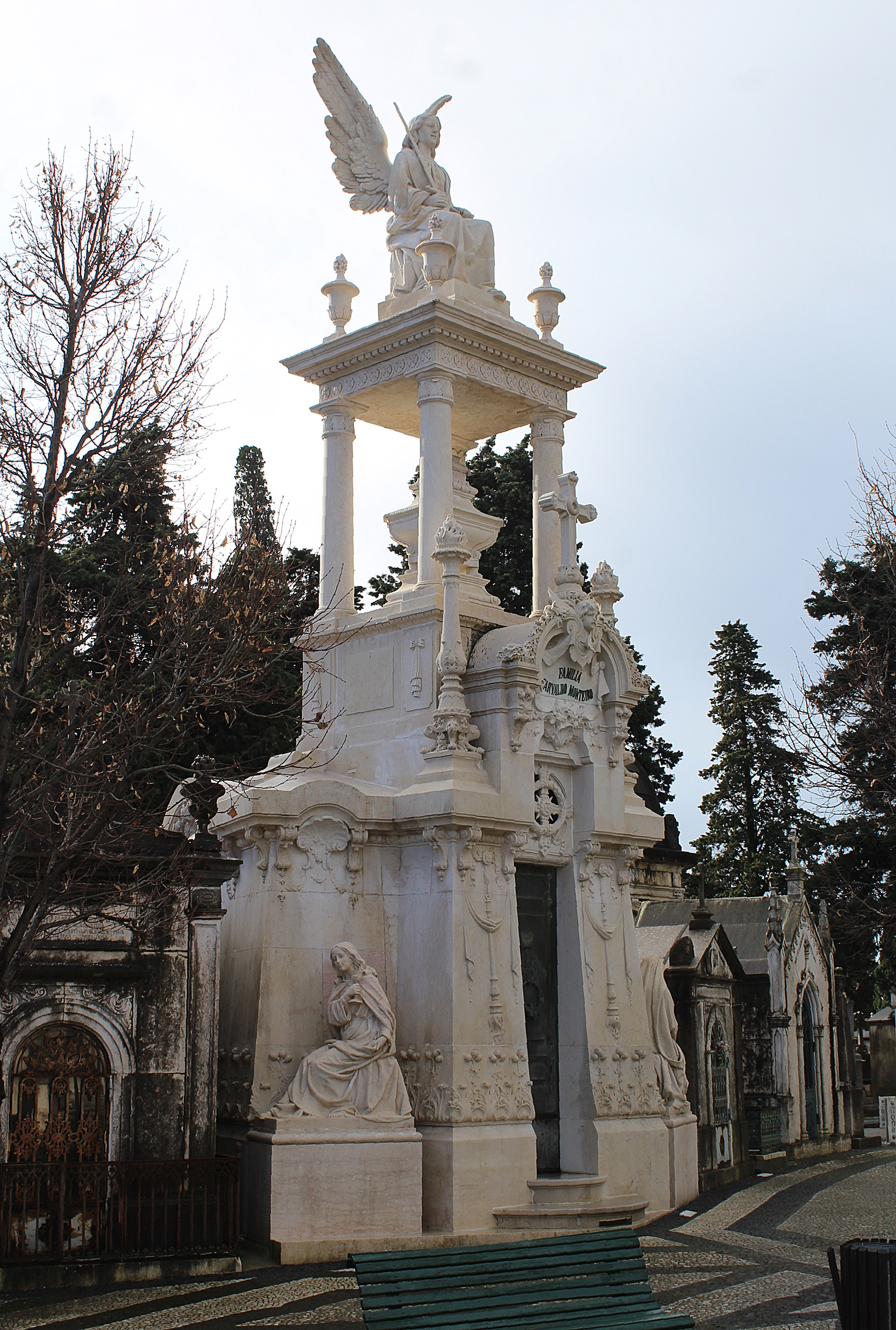
Jazigo de Carvalho Monteiro
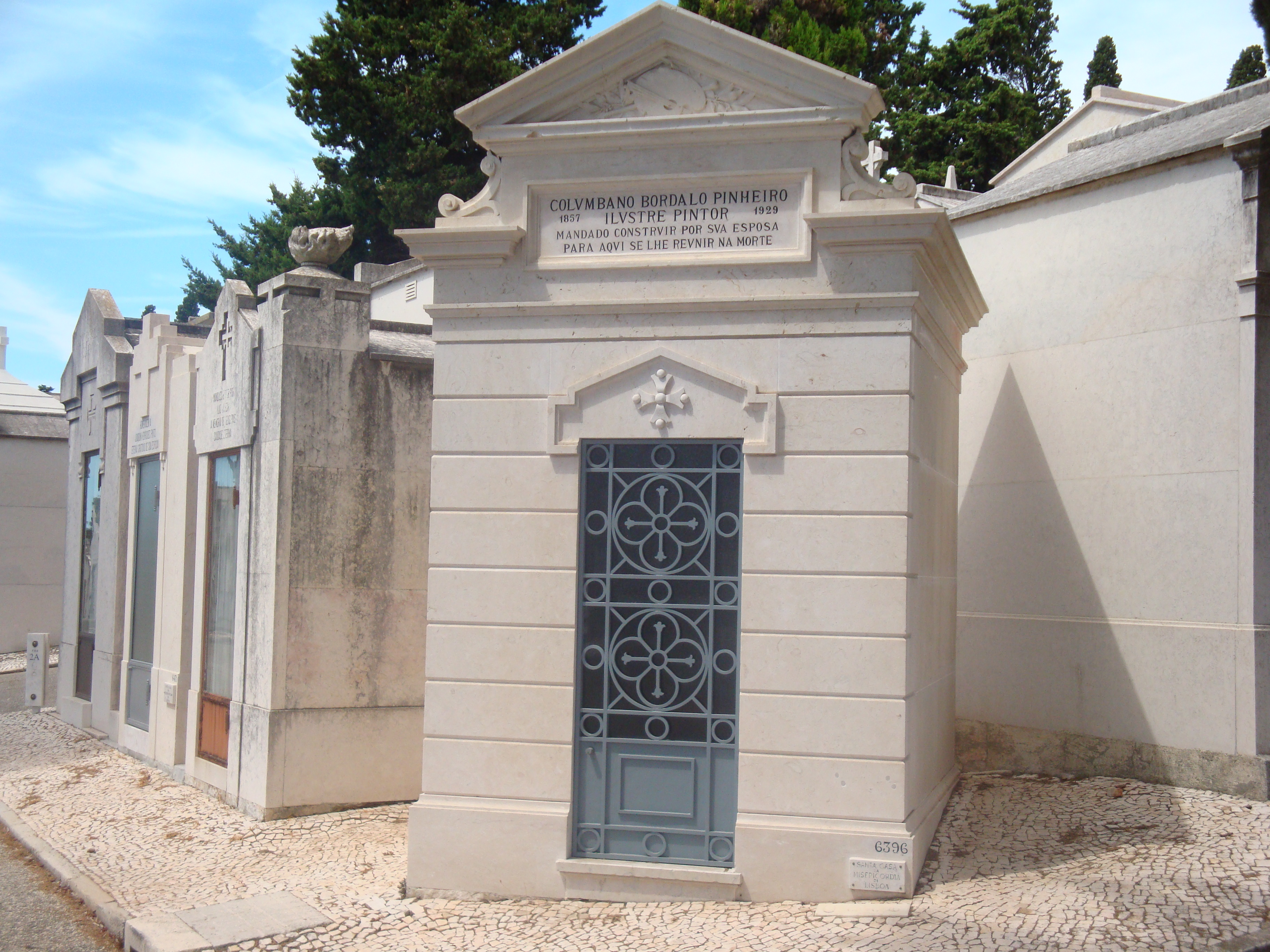
Jazigo de Columbano Bordalo Pinheiro
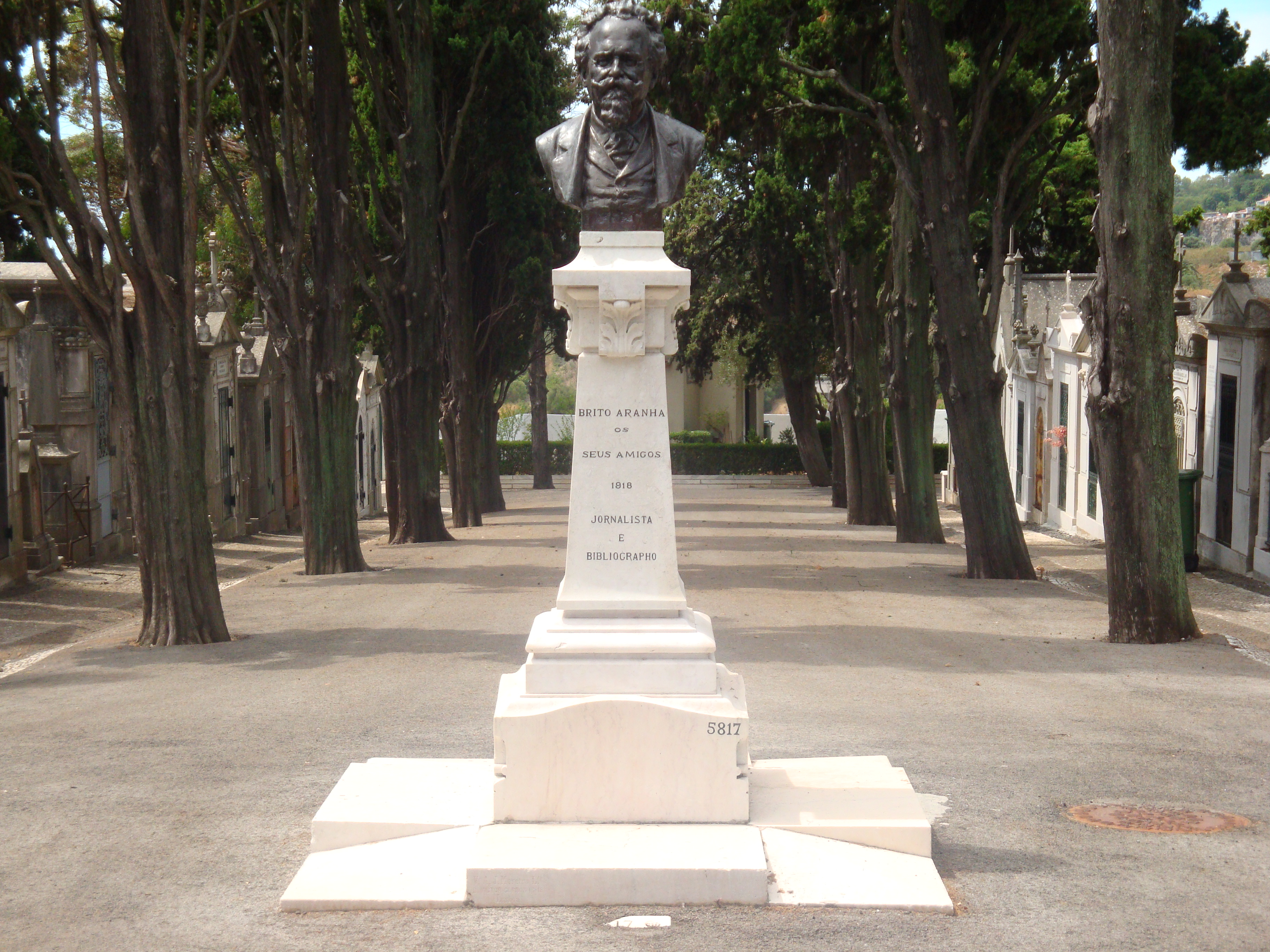
Jazigo de Pedro Wenceslau de Brito Aranha
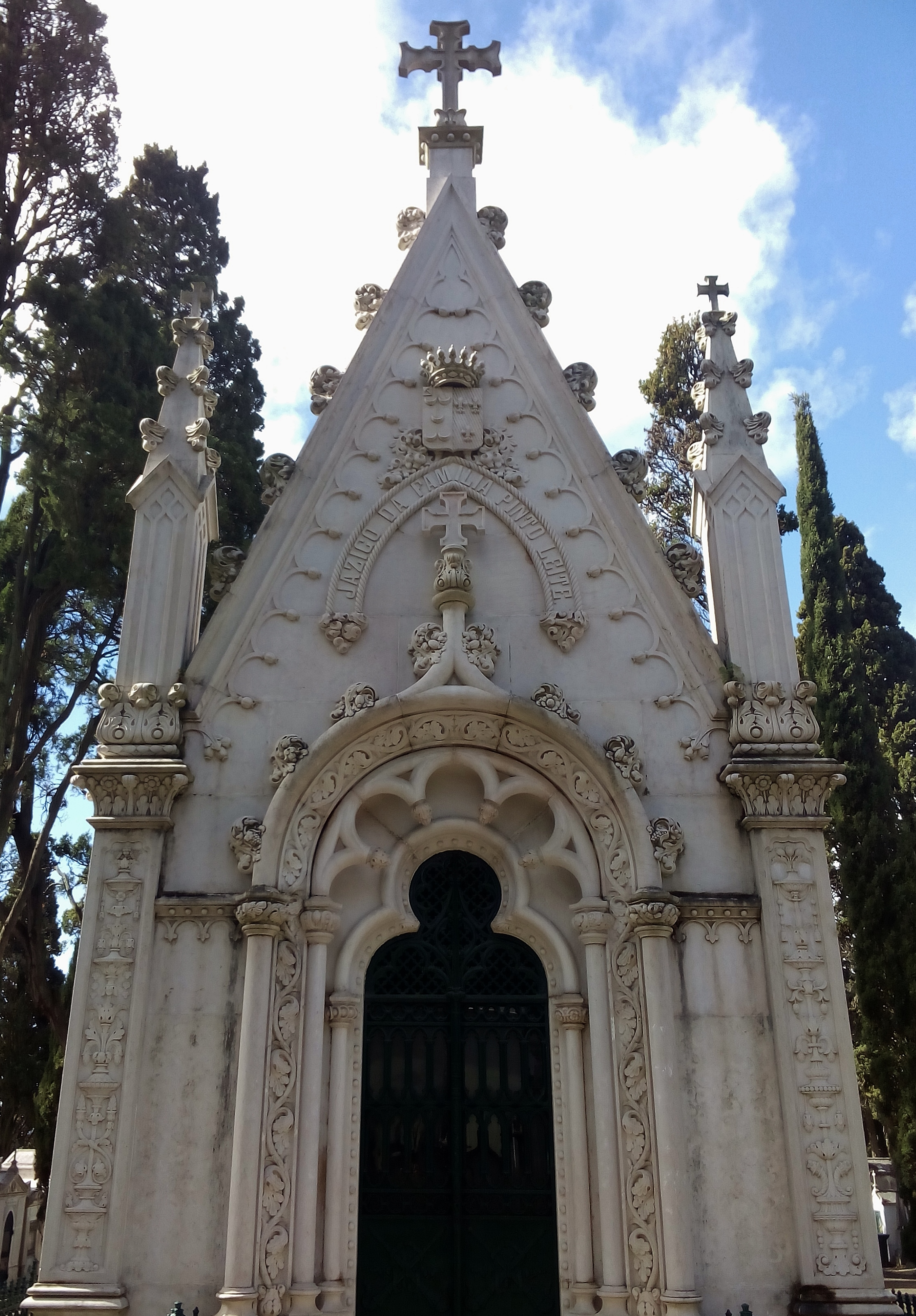
Jazigo de Sebastião Pinto Leite
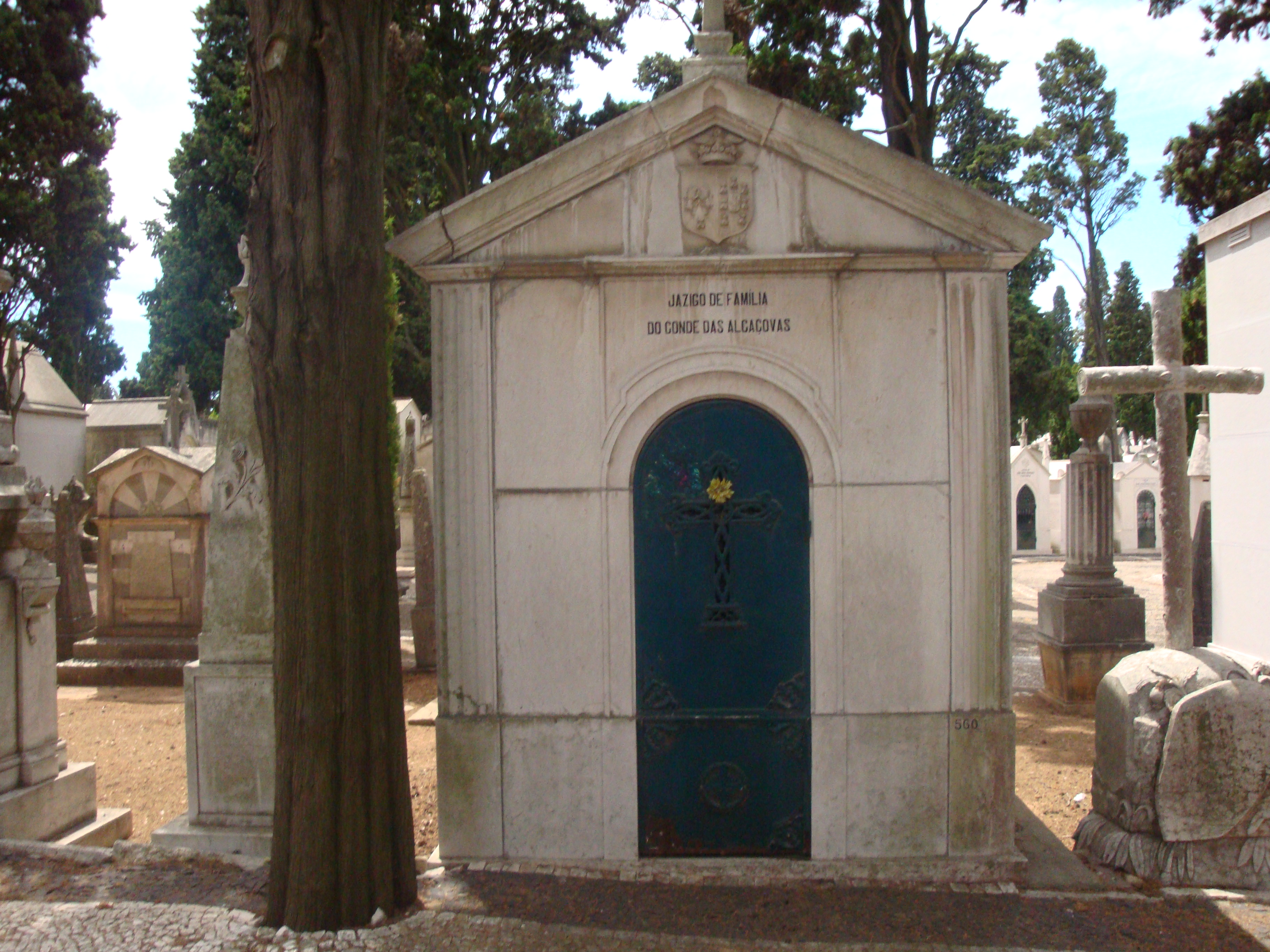
Jazigo do Conde das Alcáçovas
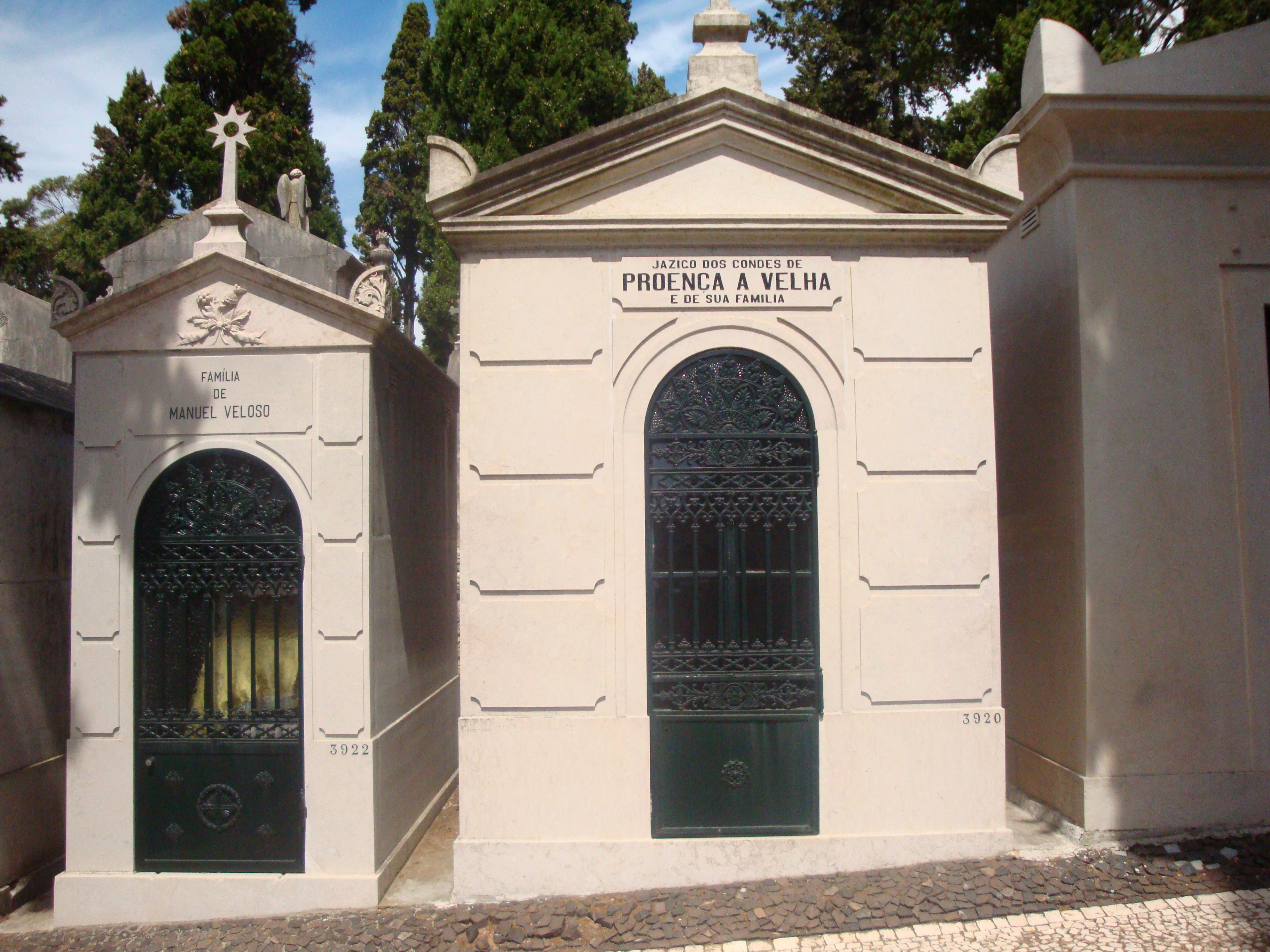
Jazigo do Conde de Proença-a-Velha
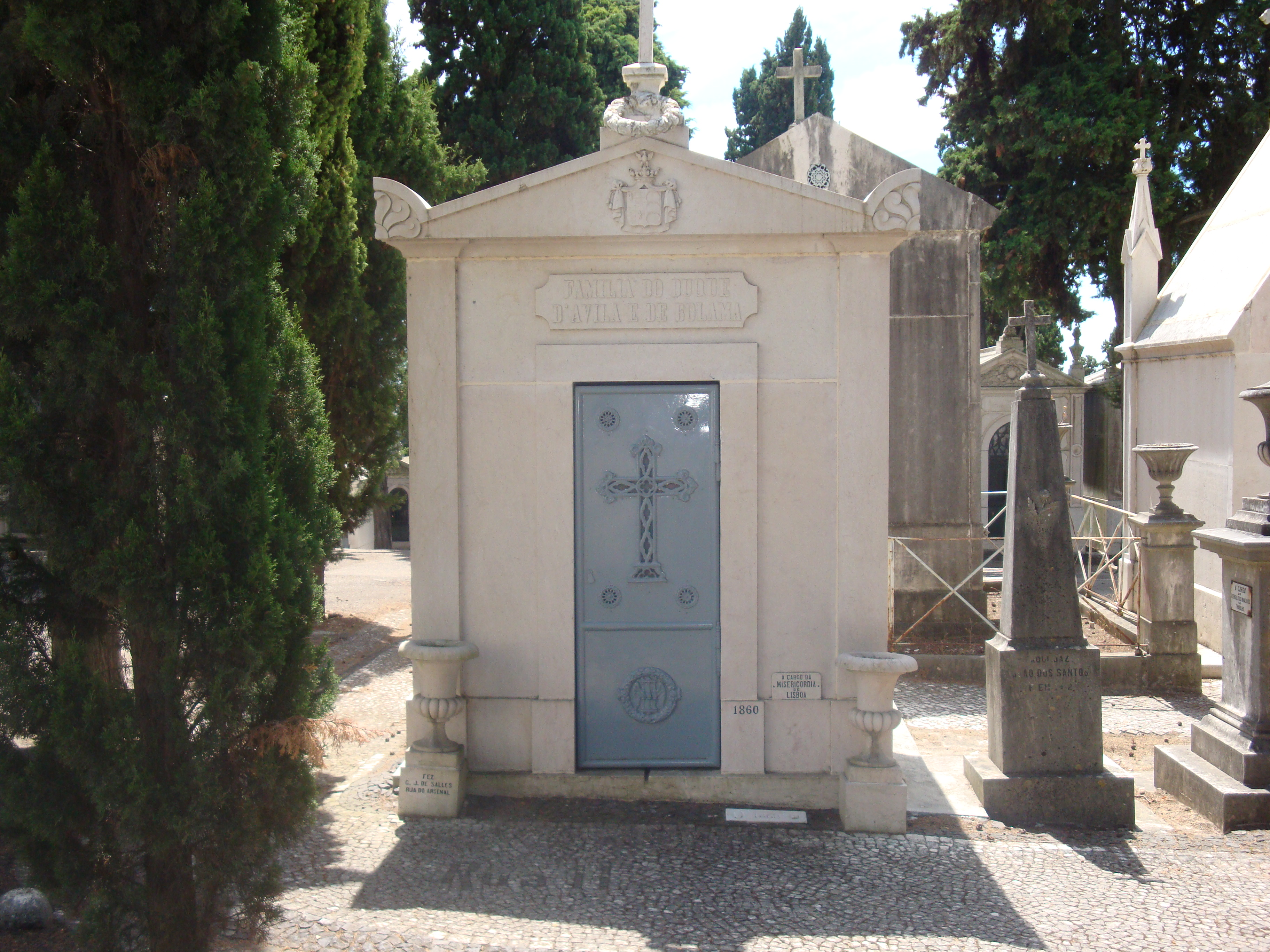
Jazigo do Duque de Ávila e Bolama
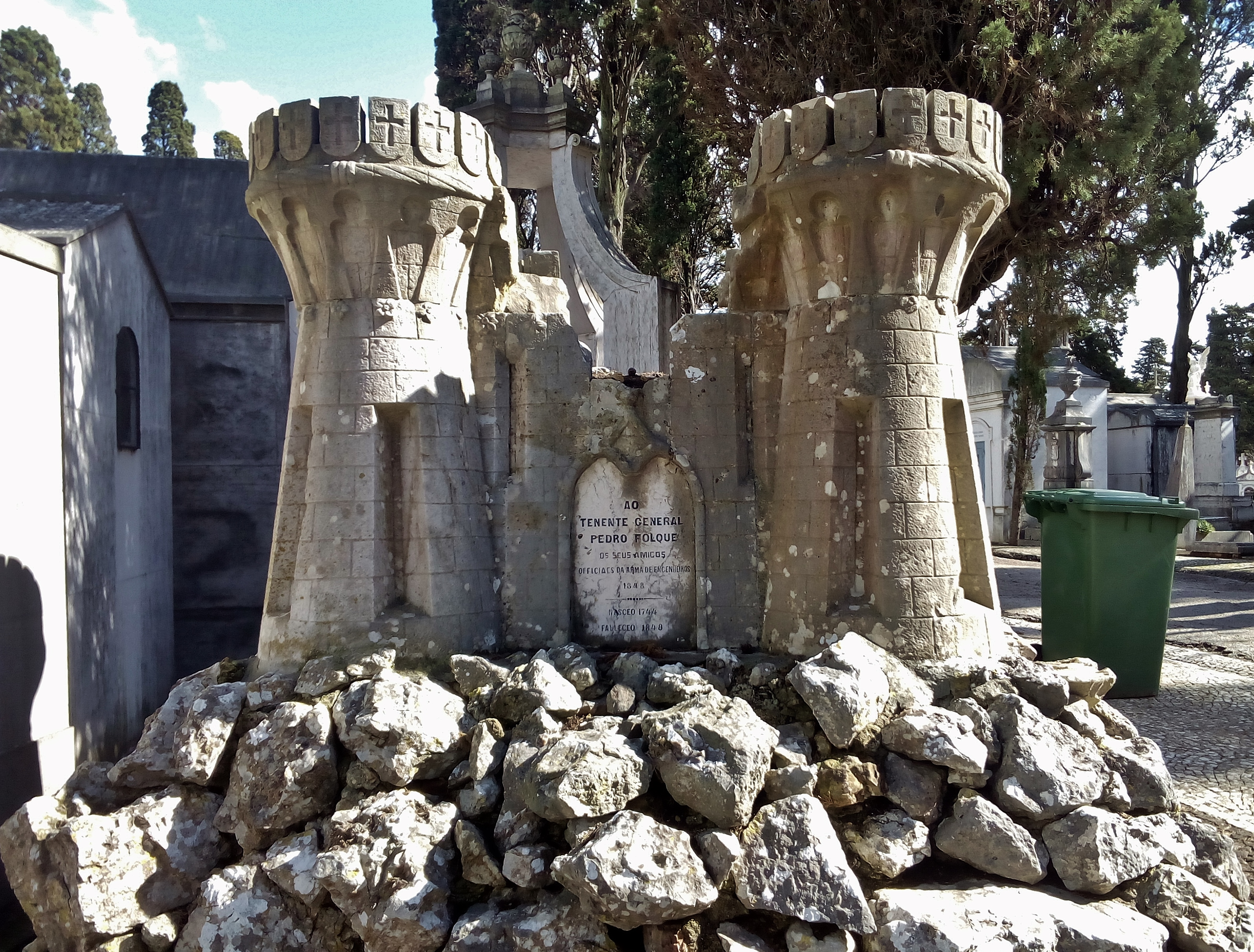
Jazigo do General Pedro Folque
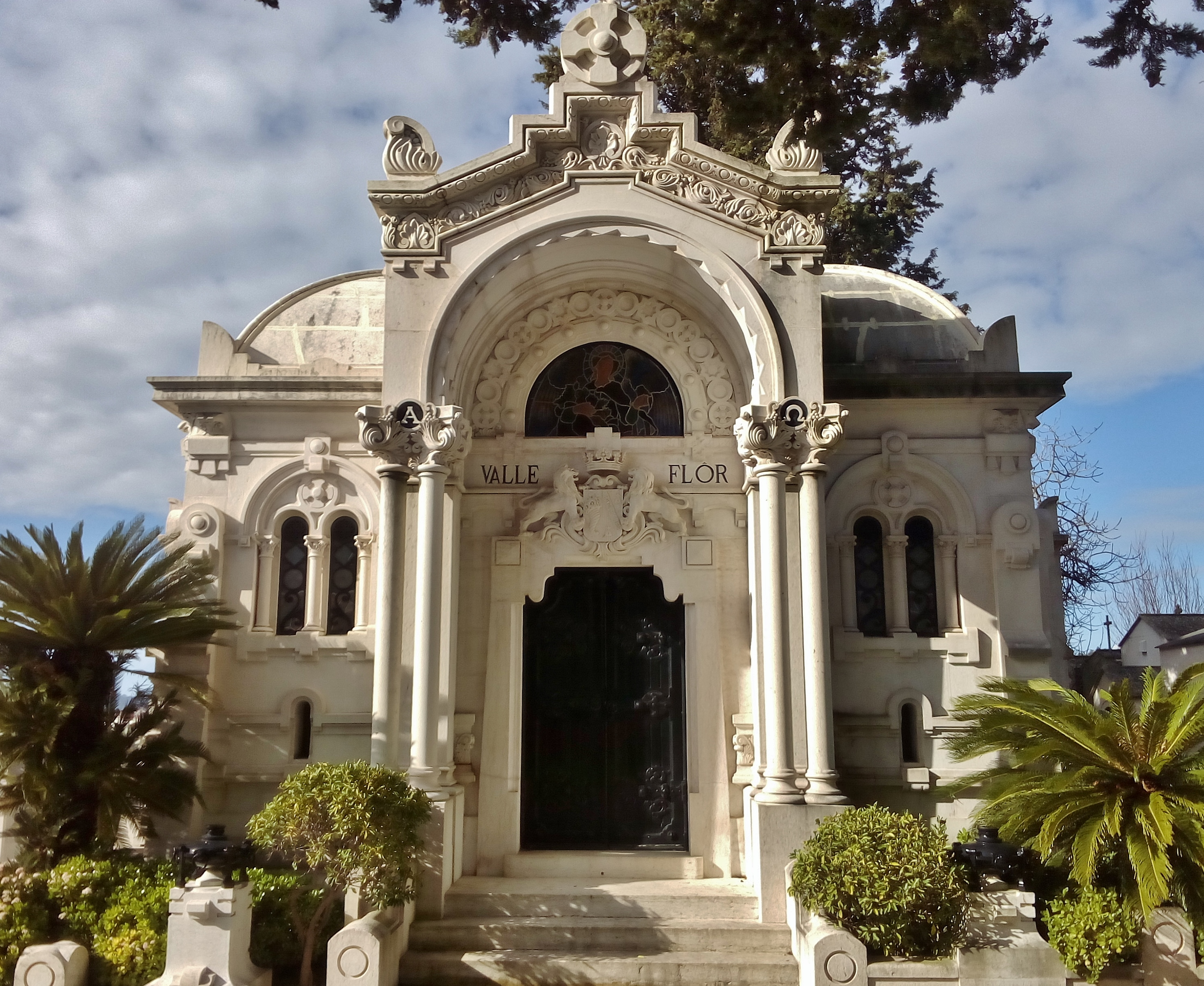
Jazigo do Marquês de Vale Flor
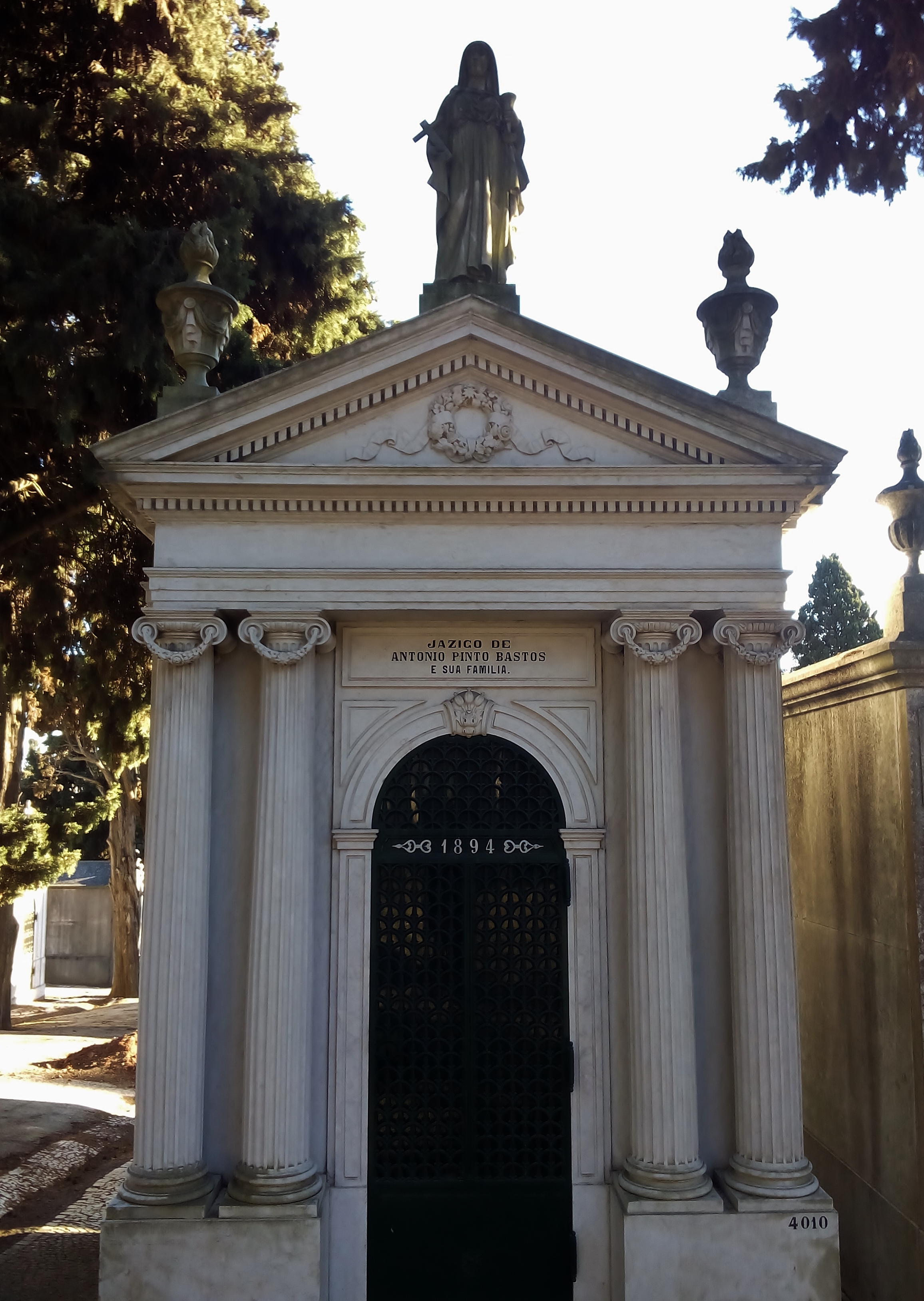
Jazigo do Visconde de Mira Vouga
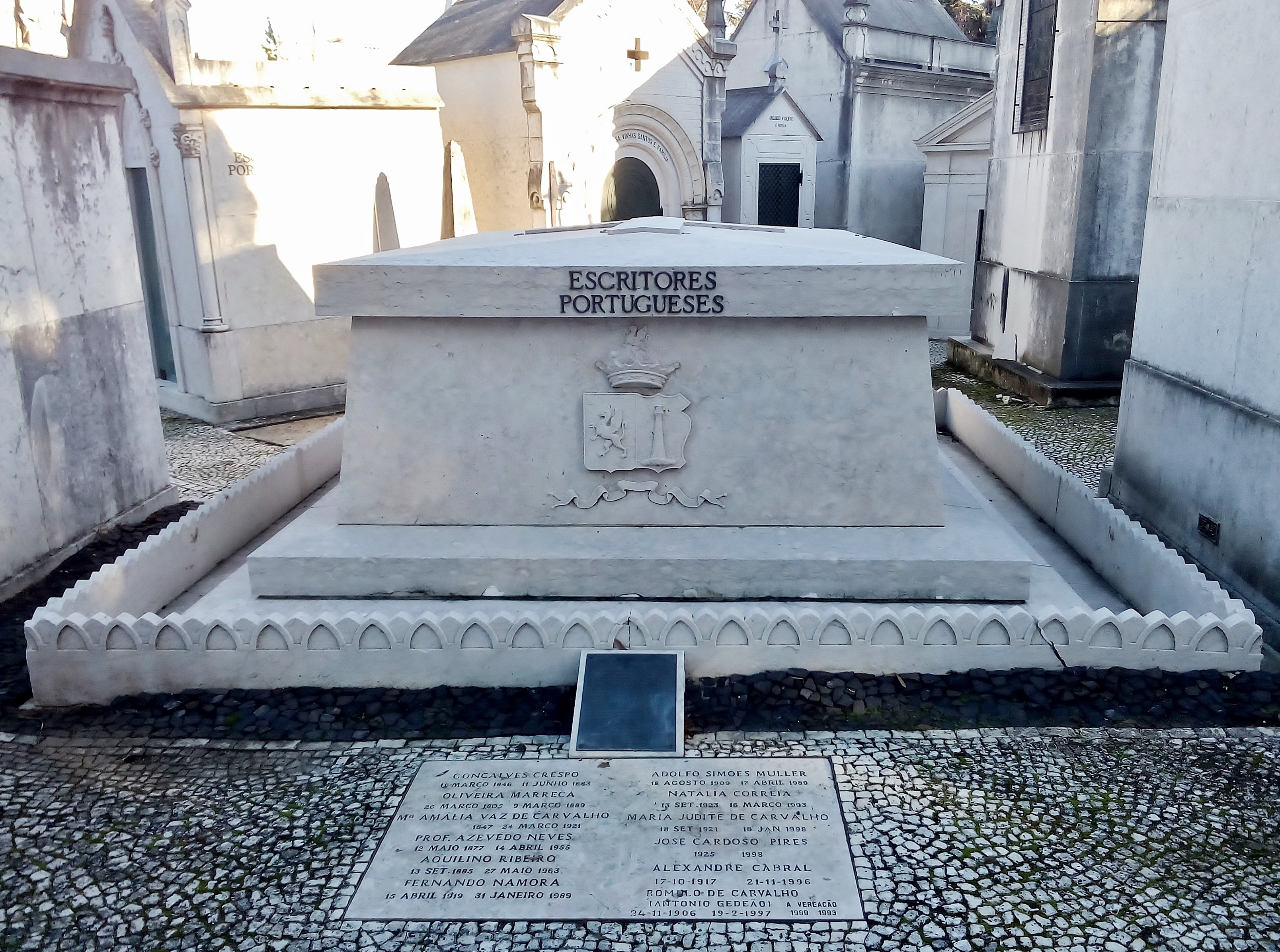
Jazigo dos Escritores Portugueses I
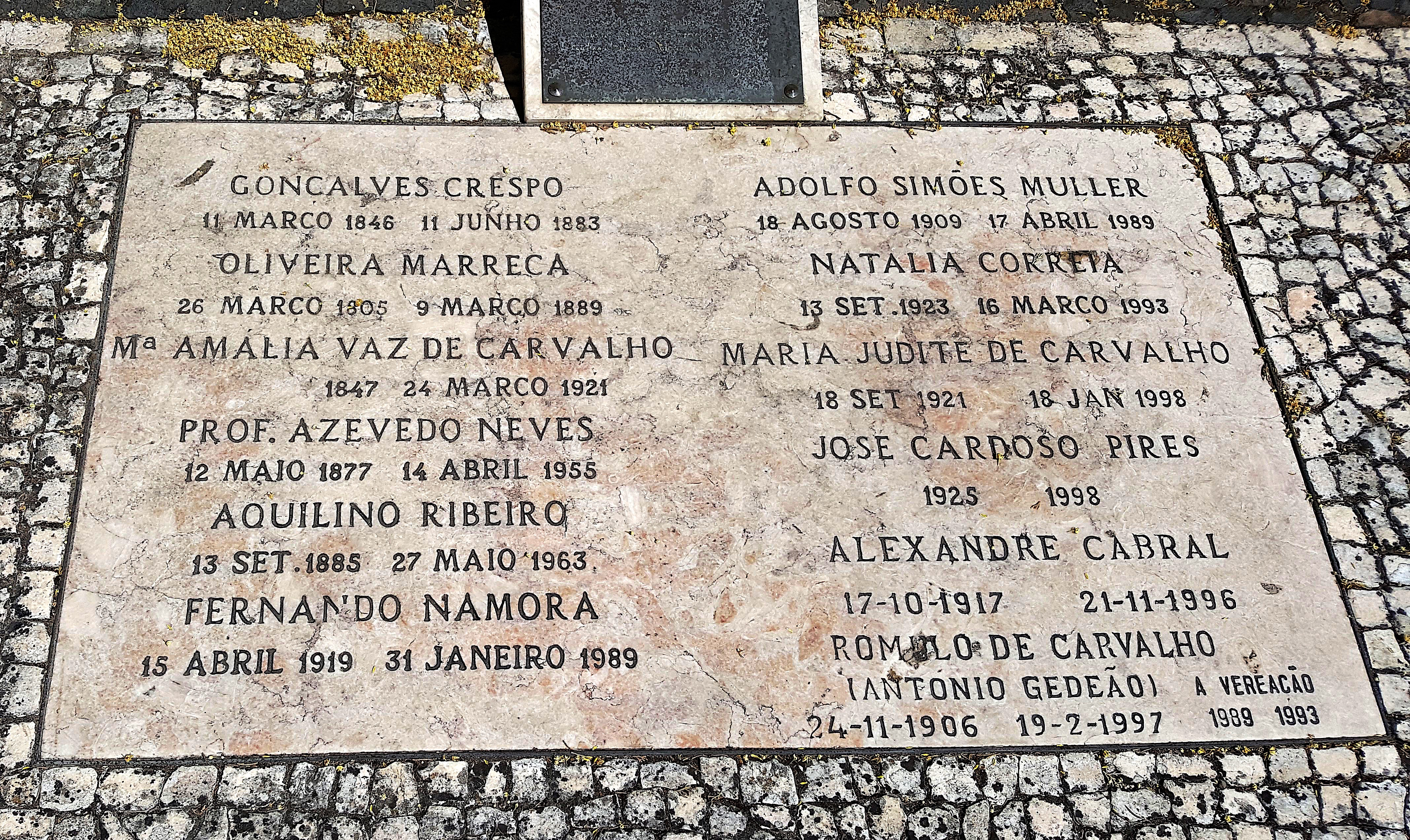
Jazigo dos Escritores Portugueses I (pormenor)
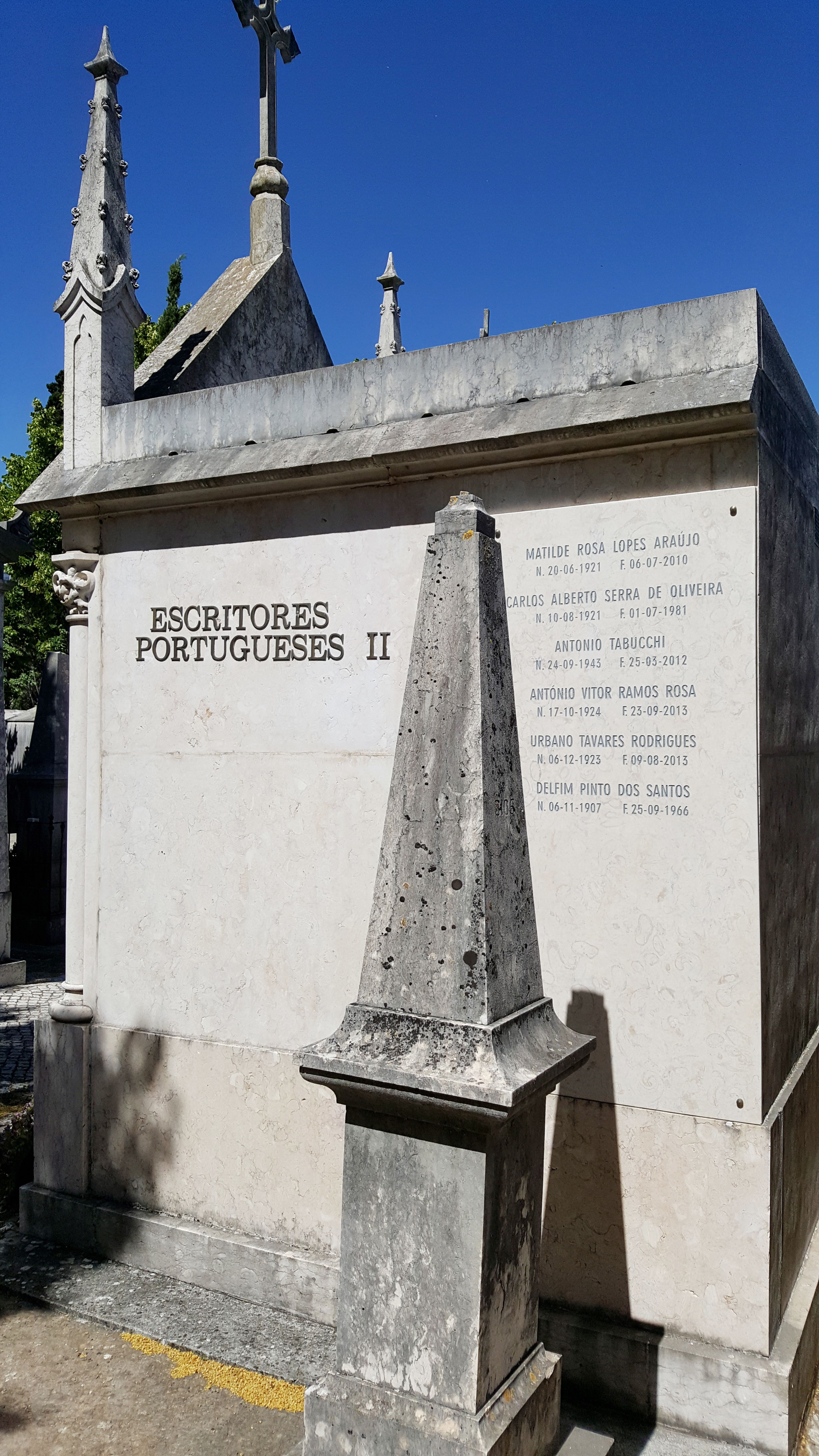
Jazigo dos Escritores Portugueses II
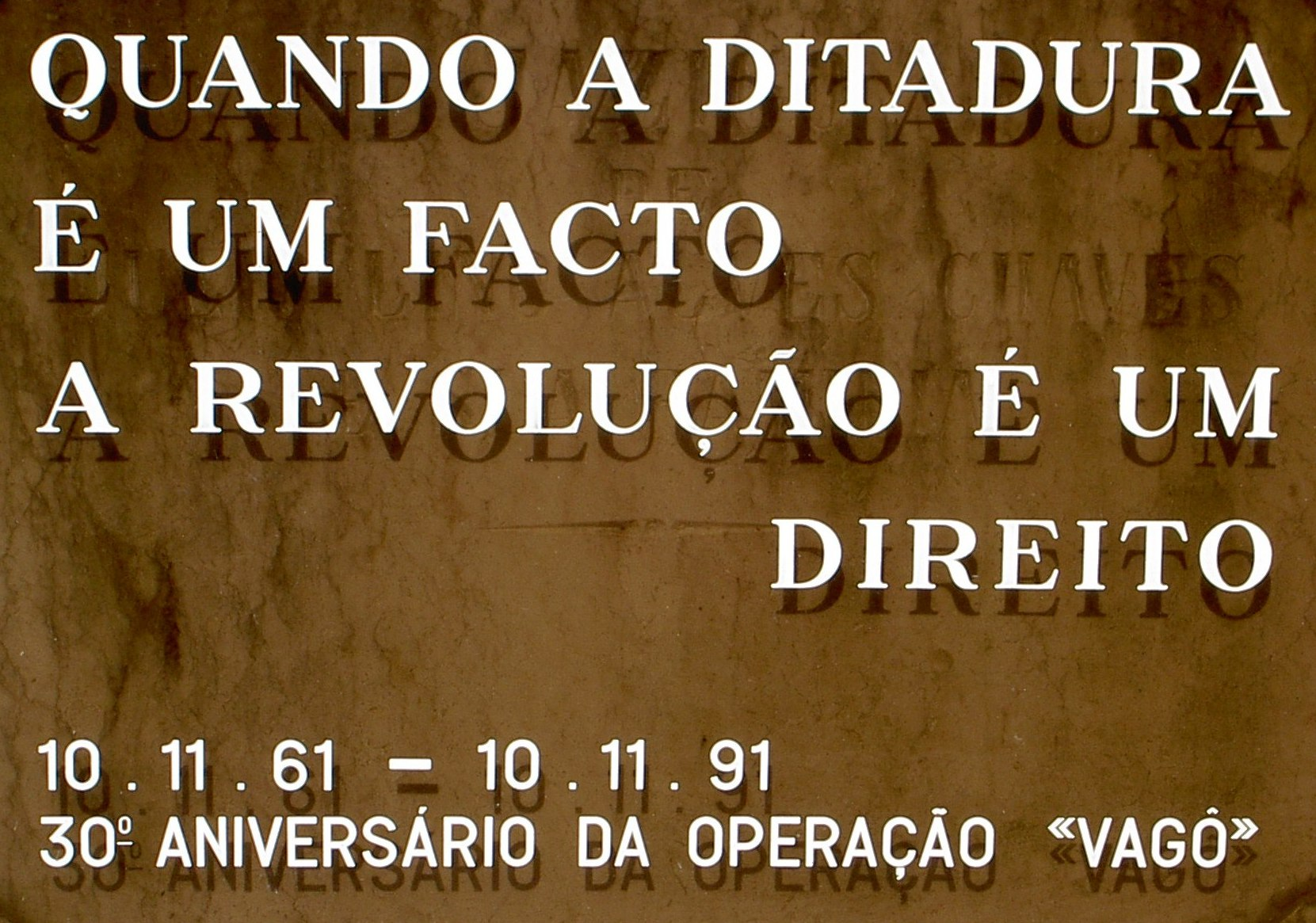
Memorial comemorativo da Operação Vagô
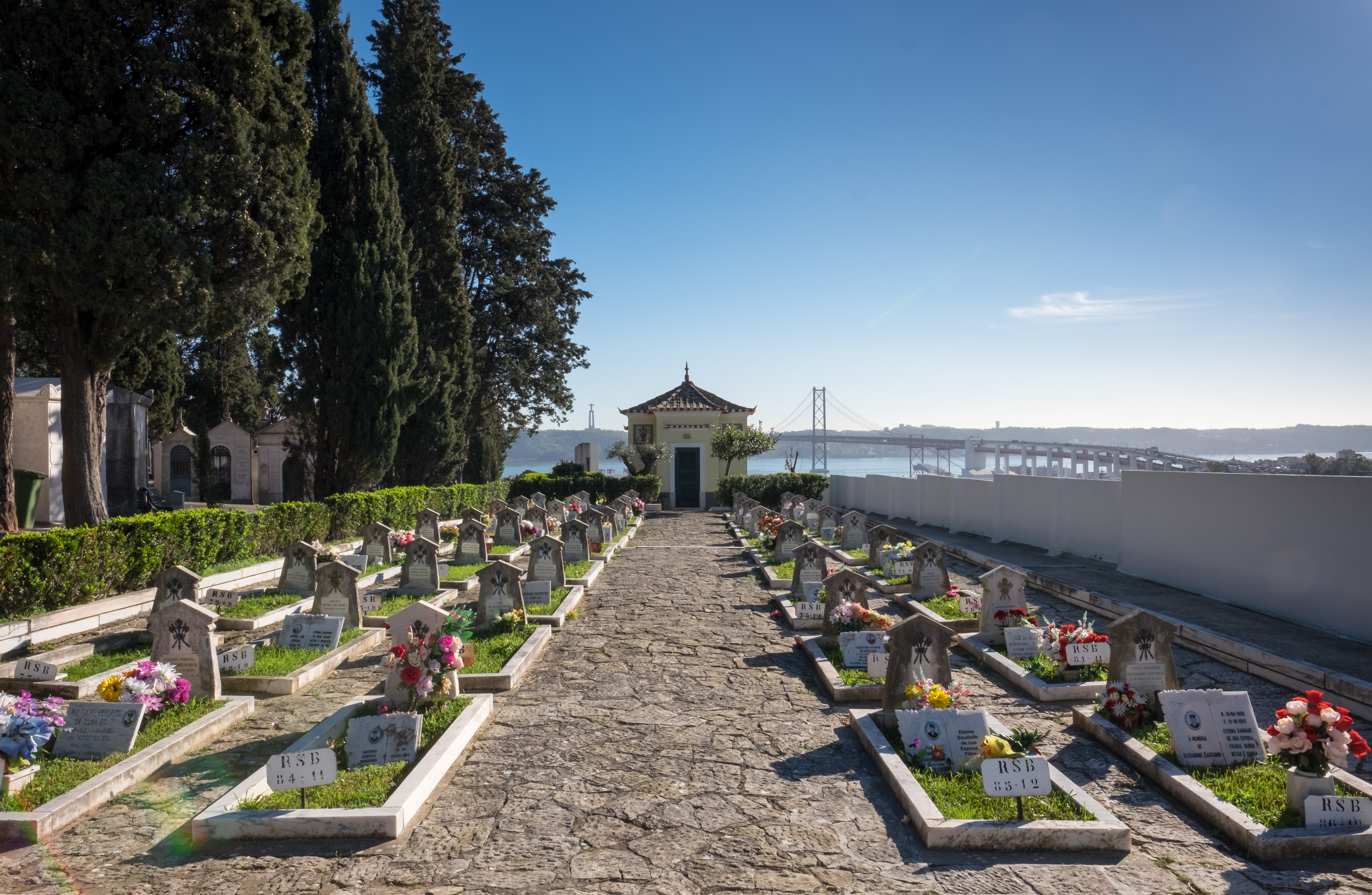
Talhão dos Bombeiros Municipais de Lisboa